# Leptotrophon chlidanos
Leptotrophon chlidanos is een slakkensoort uit de familie van de Muricidae. De wetenschappelijke naam van de soort is voor het eerst geldig gepubliceerd in 2001 door Houart.